# Marc Kibong Mbamba
Pour les articles homonymes, voir Mbamba.
Marc Kibong Mbamba, né le 15 octobre 1988 à Douala au Cameroun, est un footballeur camerounais, qui évolue au poste de milieu de terrain au Denizlispor.

## Biographie
Mbamba commence sa carrière de footballeur en Turquie à l'Adanaspor. Il joue son premier match professionnel le 3 septembre 2008 contre le Gaziantep BB en Coupe de Turquie. Âgé de vingt ans, le milieu camerounais se procure rapidement une place de titulaire au sein de l'effectif et joue 25 matchs de 1. Lig, la deuxième division turque. Il reste à l'Adanaspor pendant six saisons et cumule 147 matchs pour treize buts.
En 2013, Mbamba signe au Konyaspor. Évoluant maintenant en Süper Lig, il a du mal à s'acclimater à l’exigence du championnat et se fait prêter au Boluspor pour la saison 2014-2015. Revenu au Konyaspor, Mbamba ne parvient pas à être titulaire mais y remporte son premier trophée en 2017 en soulevant la Coupe de Turquie, compétition dans laquelle il est titulaire.
Le Camerounais s'engage en faveur du MKE Ankaragücü en juillet 2017. Peu utilisé à ses débuts, Mbamba joue la plupart des matchs de la seconde partie de la saison. Le club parvient à remonter en première division en finissant deuxième du championnat.
Mbamba signe au Denizlispor à l'été 2018,. Bien qu'il ne soit pas un titulaire régulier durant la saison, il aide le club à remporter le championnat, synonyme de remontée dans l'élite turque.

## Palmarès
En club
 Konyaspor
- Coupe de Turquie
  - Vainqueur en 2017.

 MKE Ankaragücü
- 1. Lig
  - Vice-champion en 2018.

 Denizlispor
- 1. Lig
  - Champion en 2019.